# Kamel Lemoui
Kamel Lemoui (en arabe : كمال لموي), né le 10 juillet 1939 aux Aurès, wilaya de Batna (Algérie) et mort le 3 janvier 2022 à Créteil (France), est un footballeur international algérien devenu entraîneur, dirigeant sportif, joueur polyvalent, surnommé « la tête d'or » grâce à son efficacité dans le jeu de tête.

## Biographie

### Jeunesse et début de carrière
Kamel Lemoui commence sa carrière de footballeur en tant que gardien de but après des essais dans le club de l'AS Batna (devenu depuis MSP Batna). Il joue sa première rencontre face à l'AS Bône (la ville de Bône est devenue Annaba depuis l'indépendance algérienne). En 1954, à 15 ans, il effectue un stage au sein du club français du RC Paris où il joue en catégorie junior. Évoluant sur les deux postes de gardien de but et d'attaquant, il rejoint l'équipe senior à l'âge de 18 ans.

### Carrière de joueur
En juillet 1957, après trois ans dans le club, Kamel Lemoui commence en équipe première, sous la direction de Auguste Jordan et à côté de Thadée Cisowski. En fin de saison, le RC Paris termine au neuvième rang. Pour sa deuxième saison en senior, sous la direction du tacticien français Pierre Pibarot, le club occupe la tête du championnat 1958-1959 à mi-saison, mais une baisse de régime en fin de celle-ci conduit l'équipe à la troisième place, à sept points de l'OGC Nice.
Sous la direction de Aimé Nuic, il retrouve ses compatriotes Rachid Amara, Boudjemaa Bourtal, Bouskina et Sadek Boukhalfa. Un journal français de l'époque titrait à son sujet : « Lemoui : le gardien qui marque plus de buts qu'il en encaisse ». Il continue avec le club jusqu'à la fin de saison 1961-1962. Son parcours est toutefois perturbé par des affaires disciplinaires (Kamel Lemoui a refusé de passer le service militaire avec l'armée française).
Après l'indépendance de l’Algérie, il rentre au pays, et il s'engage pour la seule saison 1962-1963 avec le club US Biskra. L'année suivante, il interrompt momentanément sa carrière professionnelle pour aller faire une formation organisée par le ministère de la jeunesse et des sports algérien au CNEPS de Ben-Aknoun, une formation complétée par un stage d’une année en France. Cette formation a un objectif d'apprendre de se remettre à jour sur des méthodes de gestion des équipes nationales, des ligues, des fédérations et des centres de formation sous la direction d'Henri Guérin. Juste après, il enseigne l'éducation et la préparation sportive au sein de quelques lycées à Alger.
À l'âge de 25 ans, lors de la saison de 1964-1965, il engage avec le MC Alger où il devient l'avant-centre titulaire. Surnommé « la tête d'or », il passe deux saisons réussies au sein de ce club. Au début de saison 1966-1967, il signe en faveur du club CR Belouizdad en tant qu'entraîneur-joueur, s'occupant de la génération de Hacène Lalmas et Mokhtar Kalem pour deux saisons.
Après la saison 1968, Kamel Lemoui s'engage ensuite successivement avec d'autres clubs, toujours en tant qu’entraîneur-joueur. D'abord avec l’O Médéa, l'US Biskra puis la JS El Biar avant de mettre un terme à sa carrière de joueur en fin de saison de 1972,,.

### Carrière en équipe nationale
Séduit par l'esprit constructif et collectif de Kamel Lemoui, Abderrahmane Ibrir, Smaïl Khabatou et Kader Firoud le convoquent pour la première fois en sélection algérienne durant la saison 1962-1963. Âgé de 23 ans, il est aligné comme ailier gauche par l'entraîneur Kader Firoud à l’occasion du match amical joué contre la Bulgarie au stade municipal de Ruisseau, l'Algérie remportant le match par 3 buts à 1. Il continue sa carrière internationale jusqu'en 1968.
Il continue à être appelé par intermittence jusqu'à l'âge de 28 ans, obtenant sa dernière sélection le 16 janvier 1968 pour affronter l'Éthiopie à Addis-Abeba. Il a porté le maillot national plus de onze fois.

### Lemoui l'entraîneur
Lemoui fait ses débuts en tant qu’entraîneur-joueur avec de nombreux clubs, à l'image de CR Belouizdad, avec l’O Médéa, l’US Biskra et la JS El Biar. Après ces expériences, il entraîne le club de  MC Alger durant la saison de 1977-1978, saison qu'il achève en remportant le titre du champion d'Algérie. Il est muté ensuite pour le club de CR Belouizdad pour la saison suivante après la réforme sportive.
Il est ensuite entraîneur dans les catégories jeunes de l'équipe nationale d'Algérie. Il remporte avec l'équipe nationale junior le tournoi International juniors de Roubaix (France) en 1979. Cette équipe, composée des jeunes comme Lakhdar Belloumi, Chaabane Merzkane, Salah Assad, participe quelques années plus tard à la coupe du monde 1982 en Espagne,.
Il revient après au MC Alger pour la saison 1985-1986.
Il est nommé entraîneur de l'équipe nationale d'Algérie en octobre 1988. Il dirige 17 matchs (7 victoires, 7 nuls et 4 défaites), ne concédant aucune défaite en rencontre officielle. Il est limogé de son poste lors du tour final des qualifications à la coupe du monde 1990, après l’impossibilité de son équipe à s'imposer face à l'Égypte lors du match aller, match nul de zéro partout au stade 17 juin (actuel stade Chahid-Hamlaoui) le 8 octobre 1989.
Il a ensuite tenté de nouvelles expériences hors l'Algérie. Il s'engage avec le club Al-Ittihad Tripoli pour deux saisons 1989-1990 et 1990-1991. Le club est sacré champion de la Libye lors des deux saisons,.
Kamel Lemoui rejoint ensuite le club émirien le Sharjah SC en 1993. Il achève la saison par une accession en division une, ce résultat lui a permis d'être désigné meilleur entraîneur du pays.

### Mort
Il meurt à l'âge de 82 ans de complications liées à la Covid-19 le 3 janvier 2022 à Créteil. Il est inhumé au cimetière de Valenton (Val-de-Marne).

## Palmarès

### Entraîneur
MC Alger
- Champion d'Algérie : 1978

Équipe d'Algérie de football
- Champion du tournoi International Juniors de Roubaix (France) : 1979

Al-Ittihad Tripoli
- Champion de Libye : 1990 et 1991

Sharjah SC
- Champion des Émirats arabes unis de D2 : 1994